# Dagudumuthala Dampathyam
Dagudumuthala Dampathyam er en indisk film fra 1990 af Relangi Narasimha Rao.

## Medvirkende
- Akkineni Nageswara Rao som Raja Shekaram
- Rajendra Prasad som Kishtaiah
- Sharada som Lalitha
- Vani Viswanath som Rekha
- Ramya Krishna som Radha
- Satyanarayana som Major Narasimham
- Gummadi som Gopalam